# Closterus damoiseaui
Closterus damoiseaui là một loài bọ cánh cứng trong họ Cerambycidae.